# سنژا (استان بورگاس)
سنژا (به بلغاری: Snezha) یک منطقهٔ مسکونی در بلغارستان است که در Ruen واقع شده‌است.